# Joy S. Reidenberg

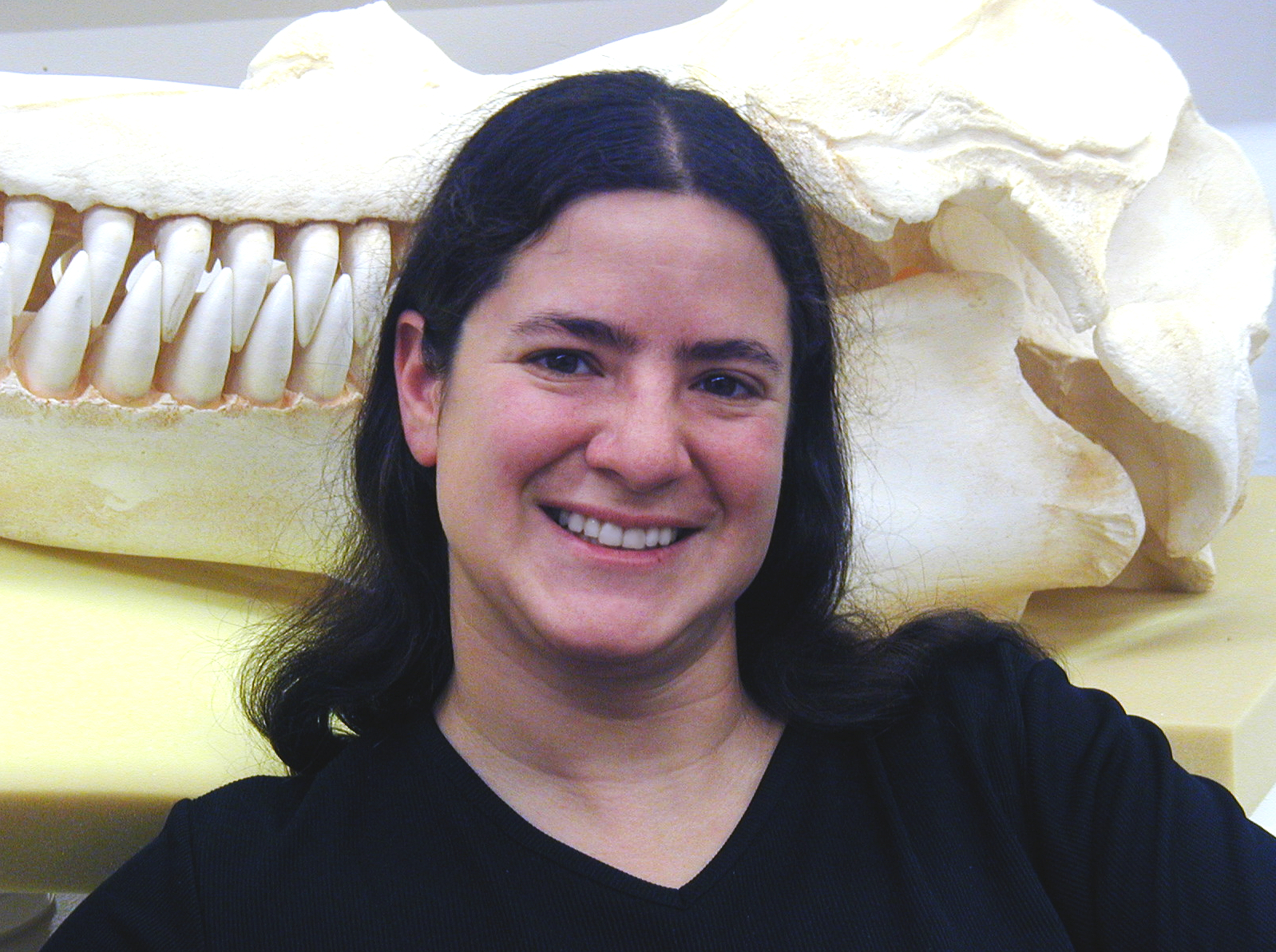
Joy Reidenberg (2021)

Joy Spring Reidenberg (geborene Joy Spring Gaylinn; * 1961 in Stamford, Connecticut) ist eine US-amerikanische Vergleichende Anatomin und Professorin an der Icahn School of Medicine at Mount Sinai in New York City. Sie machte sich ferner durch Auftritte in diversen Dokumentarformaten einen Namen.

## Leben und Forschung
Joy Spring Gaylinn ist die Tochter von Ira Jack und Marlene Gaylinn, geborene Waldman. Sie wuchs in Norwalk, Connecticut, auf. Als Kind besuchte sie die ehemalige Broad River School in Norwalk und die Thomas School in Rowayton. Ab 1979 absolvierte sie ein Studium der Tieranatomie und Physiologie an der Cornell University, das sie 1983 mit dem Bachelor of Arts abschloss. 1981 heiratete sie Bruce Reidenberg, der als Kinderarzt an der Icahn School of Medicine at Mount Sinai tätig ist. Aus dieser Ehe gingen zwei Töchter hervor. 1985 graduierte zum Master of Philosophy (MPhil) an der City University of New York. 1988 wurde sie mit der Dissertation Experimental alteration of the rat skull base and its effect upon the position of the larynx and hyoid bone unter der Leitung von Jeffrey T. Laitman an der Mount Sinai Graduate School of Biological Sciences der City University of New York zum Ph.D. in Anatomie promoviert.
Seit 2010 ist sie ordentliche Professorin am Zentrum für Anatomie und funktionelle Morphologie und Abteilung für medizinische Ausbildung der Icahn School of Medicine at Mount Sinai. Von 2015 bis 2020 war sie Lehrbeauftragte und Direktorin des allgemeinen Anatomie-Lehrgangs am New York College of Podiatric Medicine.
Reidenberg war auch als Gastforscherin an der Woods Hole Oceanographic Institution und als wissenschaftliche Mitarbeiterin am National Museum of Natural History der Smithsonian Institution tätig. Sie ist eine biomedizinische Forscherin, die sich mit vergleichender Anatomie beschäftigt. Sie untersuche eine Vielzahl von Tieren, von Insekten bis hin zu Menschen, ihre besondere Faszination gilt jedoch den Meerestieren. Ein Großteil von Reidenbergs Forschung konzentriert sich darauf, wie sich Tiere an extreme Umweltbedingungen anpassen sowie auf die Anatomie von Walen, Delfinen und Schweinswalen, insbesondere darauf, wie sie Töne erzeugen und dem Druck beim Tauchen standhalten.

## Mediales Wirken
2008 war Reidenberg wissenschaftliche Beraterin bei der Serie Mutual of Omaha’s Wild Kingdom. Im Jahr 2009 wurde sie von einer britischen Produktionsfirma angefragt, nach Irland zu kommen, um bei der Sezierung eines 19,8 m langen Finnwals zu helfen, der an der Südküste angespült worden war. Sie führte die Untersuchung durch, und das Unternehmen war so zufrieden mit ihrer Leistung, dass es sie bat, bis 2012 für die 18-teilige Serie Inside Nature’s Giants (deutsch Autopsie XXL) zu arbeiten und eine Vielzahl von Tieren zu sezieren, darunter Wale, Großkatzen, einen Elefanten und ein Rennpferd. Diese Serie wurde 2010 mit den BAFTA Television Award ausgezeichnet. Von 2009 bis 2010 wirkte sie in der vierteiligen National-Geographic-Serie Raw Anatomy mit. In den Episoden erklärt sie die Körperteile der Tiere und zeigt, wie die verschiedenen Strukturen zum Überleben unter extremen Umweltbedingungen eingesetzt werden. 2011 präsentierte sie Beiträge für die Dokumentation Brave New World with Stephen Hawking. 2012 sprach sie als Walexpertin in der Dokumentation Jimmy and the Whale Whisperer. 2014 warf sie als Moderatorin der vierteiligen Reihe Born in the Wild (Alternativtitel in den USA: Sex in the Wild) zusammen mit dem Tierarzt Mark Evans einen detaillierten Blick auf die Biologie und das Fortpflanzungsverhalten von vier Arten – Elefanten, Delfine, Kängurus und Orang-Utans. 2015 wirkte sie in der Reihe Big Blue Live mit, die ebenfalls mit dem British Academy Television Award ausgezeichnet wurde. 2017 sprach sie in der Serie Wild Alaska Live über Schwertwale. 2018 war sie wissenschaftliche Präsentatorin für die Episode Hunting the Loch Monster der Serie Mythical Beats sowie wissenschaftliche Beraterin der übrigen neun Folgen dieser Reihe. 2023 wirkte sie bei der sechsteiligen Dokumentarreihe Lost Beasts Unearthed (deutsch: Rückkehr der Urzeit-Giganten) mit, in der sie sich über die Schädel und die Zähne vom Tyrannosaurus rex, vom Smilodon, vom Basilosaurus, vom Wollhaarmammut, vom Megalodon und vom Beutelwolf äußerte.